# 大野敬正
大野 敬正（おおの けいしょう、1975年12月1日 - ）は、新潟県新潟市出身の三味線プレイヤー(津軽三味線奏者）。血液型 O型。
初代高橋竹山の流れを汲む竹山節本流継承者であるが、伝統曲の独奏に限らず、三味線の新たな可能性に挑戦し、バンド活動や他ジャンルとのセッション、および作曲も手がける奏者の一人である。
『伝統音楽を守りながら伝統音楽を壊す』がモットー。三味線の固定観念を打ち破る斬新な演奏スタイルと高い演奏技能で、世界46か国150都市以上で公演するなど海外を中心に人気を集めている。

## 人物・来歴
8歳より母親の影響で津軽三味線を始め、津軽三味線の大家、初代高橋竹山の直弟子高橋竹栄に師事する。12歳の若さにして名取りとなり「竹児(ちくじ)」を襲名。
14歳で初代高橋竹山に認められ竹山節本流継承者となる。
2000年、独立。話芸を学ぶため活動の拠点を大阪に移す。
2004年、映画評論家水野晴郎監督作品シベリア超特急4の舞台音楽を担当。
2006年、アメリカで開催された世界最大のライブイベント「SXSW（サウス・バイ・サウスウエスト）Music Festival」に出演。（津軽三味線奏者としての出演は史上初。）
同時期に全米ツアー（ニューヨーク、シカゴ、オークランド、ロサンゼルス）を実施。
2007年、アルバム『三味線魂！～Shami Spirits～』（DAIPRO-X）でメジャーデビュー。プロデューサーは新田一郎（元スペクトラム (日本のバンド)）
2008年、活動の拠点を東京に移し、「大野敬正 with SHOGUN」を結成。「大野敬正 with SHOGUN」名義で2ndアルバム『SAMURAI』を制作。
同年フランス・ルクセンブルクツアーを実施。
2009年、ヨーロッパ４カ国（フランス、オランダ、ベルギー、ルクセンブルク）をまわるツアーでは全会場チケットが完売。三味線の固定観念を打ち破るエンタテインメントなステージが反響を呼び、海外メディアから取材が殺到。注目を集める。
2010年、フランス・ドイツツアーを実施。
同年2010 FIFAワールドカップ 南アフリカ共和国大会においては日本代表のアーティストとして国際サッカー連盟（FIFA）会長のゼップ・ブラッターら関係者が出席するレセプションパーティーにてライヴパフォーマンスを披露した。
2011年、フランスのレーベルよりアルバム『KAMOME』で欧州デビュー。
Japan Expo 2011のメインステージでは最終日のトリをつとめ、３千人超のオーディエンスが熱狂し華々しいデビューを飾った。
震災復興支援チャリティーコンサートを開催したフランス・トゥルニュ市ではその功績により市長より勲章を授与され、その後4カ国18公演のヨーロッパツアーも大成功におさめた。
また同年、ワールドカップで優勝した女子サッカー日本代表「なでしこジャパン」のダイジェスト映像に楽曲「奇跡」が起用。iTunes国内売り上げ３位のセールス（純邦楽界では異例ともいえる）記録を残した。
2012年、活動の拠点をパリにも築く。以降、日本はもとよりヨーロッパ各国での演奏活動の他、北アフリカ、中東地域にまで活動範囲を広げた。
2013年、アルバム『Spark』『敬』を２枚同時リリース。
同年、エチオピア アディスアベバで開催されたTICAD V 第五回アフリカ開発会議準備会合のサイドイベントにおいては、アフリカ54ヶ国の外務大臣や関係閣僚らを前に、エチオピア国立民族舞踏団とのコラボレーションを披露。日本や日本文化への関心を喚起することに貢献した。
2014年、ロックバンドURUSHIを結成。同年、パリで開催された経済協力開発機構(OECD)閣僚理事会議レセプションにてアンヘル・グリア事務総長およびG7参加国を含め先進34ヶ国の要人らを前に演奏。先進国の要人を前に日本文化への関心を喚起することに貢献した。
また、アフリカ・ジブチ共和国公演の際にはソマリア沖の海賊対策として活動する自衛隊（派遣海賊対処行動航空隊 [DAPE]）を訪問し、演奏。労をねぎらった。
2018年、日仏友好160周年記念イベント「ジャポニスム2018：響きあう魂」公式企画に出演。Japan Expo 2018 のメインステージにて披露されたパフォーマンスはジャポニスム2018のテーマでもある“世界にまだ知られていない日本文化の魅力”を紹介することに大きく貢献した。
2019年、在ダバオ総領事館開館式典（フィリピン）にて記念演奏を披露。
その他、ジャパン・ハウス ロンドンでのソロ公演や、ラテンアメリカ最大規模の文化イベントであるセルバンティーノ国際芸術祭（メキシコ・グアナファト）では和太鼓奏者との共演で喝采を博した。
2022年、毎年ワシントンD.C.で春に開催され、本年で110年目の歴史を迎えた 全米桜祭りNational Cherry Blossom Festival｜オープニングセレモニーにおいて演奏。
2025年、 MBS毎日放送「あれみた?」の番組企画で津軽三味線指導を担当。アインシュタイン河井ゆずる、ダブルヒガシ東、ダブルアートタグに三味線をレッスンするシリーズ企画が話題をよんでいる。

## 海外公演実績

### 2005年
- カリブ海クルージングツアー
  - バハマ・ドミニカ共和国・BVIイギリス領ヴァージン諸島・アンティグア・バーブーダ

### 2006年
- SXSW2006（サウスバイサウスウエスト）
  - アメリカ（オースティン）
- 全米ツアー
  - ニューヨーク・シカゴ・オークランド・ロスアンジェルス
- ドイツツアー（IFA2006コンシューマ・エレクトロニクス＆ホーム・アプライアンス展）
  - ドイツ（ベルリン）

### 2008年
- ヨーロッパツアー2008
  - フランス（パリ・メッス・リヨン・ボーヌ・ランス）
  - ルクセンブルク（ルクセンブルク）

### 2009年
- ヨーロッパツアー2009
  - フランス（パリ・メッス・リヨン・フォルカルキエ）
  - オランダ（ライデン）
  - ベルギー（ブリュッセル）
  - ルクセンブルク（ルクセンブルク）

### 2010年
- ヨーロッパツアー2010
  - フランス（パリ・トゥルニュ）
  - ドイツ（カールスルーエ・レーゲンスブルク・フランクフルト・ブラウンシュバイク）
- Japan Expo Sud 2010
  - フランス（マルセイユ）
- 2010 FIFAワールドカップ
  - 南アフリカ共和国（ヨハネスブルグ）

### 2011年
- ヨーロッパツアー2011
  - フランス（パリ・リヨン・トゥールーズ・マルセイユ・クレルモン・フェラン・リモージュ・レンヌ・メッス・ブロワ・モー・ロデズ・ディジョン・トゥルニュ・レシェルエーヌ）
  - ドイツ（エアフルト・ヴォルフスブルク）
  - アイルランド（ダブリン・ストラファン）
  - チェコ共和国（リトメリス）
- Japan Expo Sud 2011
  - フランス（マルセイユ）
- Japan Expo 2011
  - フランス（ヴィルパント）

### 2012年
- ヨーロッパツアー2012
  - フランス（パリ・リヨン・ボーヌ・シャロン＝シュル＝ソーヌ・ストラスブール・サン＝トゥアン・メッス・ピカルディ地域圏・トゥルニュ）
  - ルクセンブルク（ルクセンブルク）
  - スペイン（マドリッド・バルセロナ）
  - ポルトガル（リスボン・ポルト）
  - ルーマニア（ブカレスト）
  - アルジェリア（アルジェ）
  - ハンガリー（ブダペスト）

### 2013年
- アフリカツアー（TICADアフリカ開発会議）
  - エチオピア（アディスアベバ）
- 中東ツアー
  - サウジアラビア（リヤド）
- ヨーロッパツアー2013
  - フランス（パリ・ピエール=ベニット・トゥーロン・ル=クルーゾー）
  - ドイツ（ベルリン）
  - ポーランド（ポズナン）
  - スウェーデン（ストックホルム）
  - イタリア（ナポリ）

### 2014年
- 南米ツアー
  - ブラジル（サンパウロ州 カラグァタトゥバ）
- アフリカツアー
  - ジブチ（ジブチ）
- ヨーロッパツアー2014
  - フランス（パリ）
- PARIS MANGA & SCI-FI SHOW
  - フランス（パリ）
- 経済協力開発機構(OECD)閣僚理事会議
  - フランス（パリ）

### 2015年
- クウェート建国記念祭 Layali Febrayer
  - クウェート（クウェート）
- ヨーロッパツアー2015
  - ドイツ（レーゲンスブルク）
  - フランス（ナント・シャモニー=モン=ブラン・シャンベリー・アヌシー・メッツ・ナンシー）
  - ルクセンブルク（ルクセンブルク）
  - イタリア（ローマ・ボローニャ・レニャーロ・ミラノ・フェッラーラ）
  - ベルギー（ブリュッセル）
  - オーストリア（ウィーン）
- ミラノ国際博覧会
  - イタリア（ミラノ）

### 2016年
- ヨーロッパツアー2016
  - スロバキア（ニトラ・コシツェ・ブラチスラヴァ）
  - オーストリア（ウィーン）
  - クロアチア（ザグレブ・オシエク・ヴコヴァル）
  - ボスニア・ヘルツェゴビナ（サラエヴォ・バニャ・ルカ）
  - イタリア（ルッカ・ローマ）
  - サンマリノ共和国（サンマリノ）
  - マルタ共和国（ヴァレッタ）
  - ルーマニア（ブカレスト）
  - ギリシャ共和国（アテネ）

### 2017年
- 全米桜祭り National Cherry Blossom Festival
  - アメリカ（ワシントンD.C.）
- アメリカツアー
  - アメリカ（ニューヨーク）
- ヨーロッパツアー2017
  - フランス（シャロン＝シュル＝ソーヌ・ヌーヴィル＝シュル＝ソーヌ・メッツ）
  - ルクセンブルク（ルクセンブルク）
  - イタリア（ローマ）
  - スイス（ダボス）
- Creative Travel to Japan 2017
  - フランス（ユネスコ本部 パリ）

### 2018年
- 全米桜祭り National Cherry Blossom Festival
  - アメリカ（ワシントンD.C.）
- ヨーロッパツアー2018
  - イギリス（マンチェスター・ロンドン）
  - ドイツ（ケルン・ハノーファー）
  - フランス（ストラスブール）
  - クロアチア（スプリット・ザダル）
  - アルバニア（ティラナ）
  - イタリア（ローマ）
- ジャポニスム2018 響きあう魂 (Japan Expo 2018・日仏友好160周年記念イベント)
  - フランス（ヴィルパント）

### 2019年
- 在ダバオ総領事館開館記念式典
  - フィリピン（ダバオ）
- フィリピンツアー
  - フィリピン（ケソン）フィリピン国立大学
- 第18回 JAPAN DAY
  - ニュージーランド（オークランド）
- ニュージーランドツアー
  - ニュージーランド（オークランド）ユニテック工科大学
- ヨーロッパツアー2019
  - フランス（シャロン＝シュル＝ソーヌ・ブラング）
  - ベルギー（ブリュッセル）
  - イギリス（ロンドン）ジャパンハウス
  - イタリア（カターニア）Etna Comics 2019
- 第22回 日本映画祭
  - フィリピン（マニラ）
- 中南米ツアー
  - コロンビア（パルミラ・カリ）
  - パナマ（パナマシティ）
  - メキシコ（イラプアト・サン＝クリストバル＝デ＝ラス＝カサス・メキシコシティ）
- セルバンティーノ国際芸術祭　Festival Internacional Cervantino
  - メキシコ（グアナファト）
- マンガ バルセロナ
  - スペイン（バルセロナ）
- J-Melody Concert
  - フィリピン（マニラ）トロイ・ファウンデーション

### 2020年
- ジャパンフェス
  - ラオス（ヴィエンチャン）
- JAPAN DAY 2020
  - ニュージーランド（オークランド）
- ヨーロッパツアー2020
  - トルコ（イスタンブール・イズミール）
  - セルビア（ベオグラード）

### 2022年
- 全米桜祭り National Cherry Blossom Festival
  - アメリカ（ワシントンD.C.）
- NBAハーフタイムショー
  - アメリカ（ワシントンD.C.）ロサンゼルス・レイカーズ×ワシントン・ウィザーズ公式戦

### 2024年
- ヨーロッパツアー2024
  - スイス（チューリッヒ・ベルン）
  - イタリア（ローマ）
  - オーストリア（ウィーン・シュラドミング）

## 作品

### CD
- STORMING BLUE（2003.1.18発売、サウンドワークス）
- アンビエンス（2003.12.1発売、サウンドワークス）
- Inside out（2005.4.17発売、サウンドワークス）
- SPIRAL LOOP（2006.12.1発売、サウンドワークス）
- 三味線魂! 〜Shami Spirits〜（2007.4.25発売、ビクターエンタテインメント）
- SAMURAI（2008.2.20発売、ビクターエンタテインメント）
- 道（2010.3.3発売、サウンドワークス）
- 鴎（2011.2.23発売、THK INC.）
- Spark（2013.3.1発売、THK INC.）
- 敬（2013.3.1発売、Honky Monkey Music）

### DVD（音楽制作関連作品）
- シベリア超特急4 〜監督殺人事件〜（2006.9.20発売、ポニーキャニオン）
- 愛ゆえの孤独〜太宰治の世界 押切もえ辿る斜陽の時（2006.11.3発売、ユニバーサルミュージック）

### 連載
- 三味線のきた道（2005.5 - 6発行・全10回／篠原知存 著、産經新聞大阪本社）
- 新関西笑談 伝統芸能×現代音楽 津軽三味線奏者大野敬正 特集（2009.2.23 - 28発行・全6回／木村さやか 著、産經新聞大阪本社）

### 出版物
- 伝統芸能へのアプローチ『喝采座』第一幕（2008.3.1発売、奈良テレビ）

## 出演

### テレビ
- 十人十色（2002年・2004年、サンテレビ）
- ACTIVE MAGAZINE（2003年、びわ湖放送）
- VOICE（2004年、毎日放送）密着ドキュメンタリー特集
- 金曜いただきッ!（2004年・2007年、サンテレビ）
- おはよう朝日です（2005年、朝日放送）ドキュメンタリー特集
- ぐるっと関西プラス（2005年、NHK総合テレビ）
- 笑福亭鉄瓶の人間応援バラエティー“全力投球”（2007年、J:COM 大阪セントラル）
- エントランスコンサート（2007年、奈良テレビ）
- エントランスコンサートSP（2008年、奈良テレビ）
- とっぴもナイト（2007年、KBS京都）
- WEST21（2007年、読売テレビ）
- NEXT!（2007年、新潟放送）
- mm-TV（2007年、毎日放送）
- ぐるっと関西プラス（2007年、NHK大阪放送局）
- 喝采座（2007年、奈良テレビ）
- フランス3（2011年、フランス3）
- ENTV（2012年、アルジェリア国営放送 Canal Algérie）
- 夕方ワイド新潟一番（2013年、テレビ新潟）ニュース特集
- news every.（2014年、日本テレビ）
- 世界で夢をつかめ〜追跡！新潟人の挑戦〜（2014年、テレビ新潟）
- 新潟ニュース610（2014年、NHK新潟放送局）
- Neatza cu Razvan si Dani（2016年、ルーマニア Antena 1）
- Digi 24（2016年、ルーマニア Digi 24）
- Mirëmëngjes Shqipëri（2018年、アルバニア RTSH 1）
- NEW DAY（2019年、フィリピン CNN Philippine）
- あれみた?（2025年、毎日放送）

### ラジオ
- 森脇健児のサタデーミーティング（2003年、KBS京都）
- MIX-UP PARTY（2003年、Kiss-FM）
- 遊・わ〜く・ウィークリー（2004年、ラジオ関西）
- 桂こごろうのワイワイじゃ〜なる（2004年、ラジオ大阪）
- SOUND PARKS（2004年、毎日放送）
- Hoop マジカルフライデー（2004年、エフエムちゅうおう）
- MBSニュースワイドアングル（2004年、毎日放送）
- MOVE ON STREET（2004年、FM PORT）
- ありがとう浜村淳です（2005年、毎日放送）
- ラジオの達人 斉藤努のらじおゼミナール（2005年、毎日放送）
- Morning Satellite（2005年、FM COCOLO）
- ちづの“色”（2005年、FM COCOLO）
- いくよ・くるよのはりきりフライデー（2005年、KBS京都）
- 月の輪 夕涼みフリーマーケット（2005年、FM滋賀）
- ハロハロ Night（2005年、FM COCOLO）
- 加藤ヒロユキ 音楽のソムリエ（2005年、毎日放送）
- 遊・わ〜く・ウィークリー（2005年、ラジオ関西）
- MBS1179 秋styleLIVE 2005（2005年、毎日放送）
- ハロハロ Night（2005年、FM COCOLO）
- BAYSIDE WINDS（2005年、FM COCOLO）
- BEAT OF LOTS!（2006年、FM新潟）
- ちづの“色”（2006年、FM COCOLO）
- ミュージックライド（2006年、FMちゃお）
- ミュージックライド（2006年、FM OZE）
- ミュージックライド（2006年、なぎさステーション）
- ラジオの達人（2006年、毎日放送）
- 加藤ヒロユキ 音楽のソムリエ（2006年、毎日放送）
- ありがとう浜村淳です（2006年、毎日放送）
- 酒とジャズの日々（2006年、FM徳島）
- TWILIGHT PAVEMENT（2006年、FM岡山）
- BAYSIDE WINDS（2006年、FM COCOLO）
- ポプきん（2007年、新潟放送）
- SOUND SPLASH（2007年、FM新潟）
- BEAT OF LOTS!（2007年、FM新潟）
- HARBOR CAFE（2007年、ラジオ関西）
- Tea & Biscuits（2007年、FM COCOLO）
- ナニワ音楽ショウ 押尾コータローの押しても弾いても（2007年、毎日放送）
- テリー伊藤のってけラジオ（2007年、ニッポン放送）
- 日本一のラジオショウ（2007年、Radio-f）
- MOVING MONTHLY STYLE（2007年、FM福岡）
- fmワカッChao!!（2007年、FM福岡）
- カムカムFM福岡（2007年、FM福岡）
- Evening Wave（2007年、エフエムよっかいち）
- World Music Param（2007年、エフエム大阪）
- メロヒールO!（2007年、天神エフエム）
- こだわりハーフタイム（2007年、RKB毎日放送）
- こだマン（2007年、九州朝日放送）
- The Music Now（2007年、朝日放送）
- ほんまもん 原田年晴です（2007年、ラジオ大阪）
- 土曜の朝は玲子におまかせ（2007年、九州朝日放送）
- 閃雷のこの橋の向こうへ！（2008年、エフエム仙台）
- GROOVE FACTORY（2008年、ミュージックバード）
- TOKYO AFTER6（2008年、Suono Dolce）
- 美月のTOKYO GIRL'Sトーク（2008年、アール・エフ・ラジオ日本）
- もっとあなたと！COLORFUL PALETTE（2010年、大分放送）
- カモン!EXPO大作戦!!（2011年、エフエム大阪）
- ラジオ アルジェリア（2012年、Radio Algerienne）
- ラジオ ルーマニア（2016年、ラジオルーマニア）
- ほんまもん 原田年晴です（2017年、ラジオ大阪）
- 柴田博のほたるまち旅行社（2017年、朝日放送）
- こんちわコンちゃんお昼ですょ！（2017年、毎日放送）
- じもラジ（2017年、BANBANラジオ）
- clearanceの#クリキャントーク（2017年、ラジオ大阪）
- ゆうなびラジオ（2018年、BSN新潟放送）

### イベント
2003年
- シベリア超特急4（新宿シアターアプル）共演：三田佳子、宇津井健、丹波哲郎、水野晴郎、西田和昭、他
- 大阪モーターショー（インテックス大阪）共演：B.B.モフラン（アフリカンパーカッション）
- 和太鼓サウンド夢の森（甲賀創建文化振興事業団）

2004年
- 津軽三味線と二胡の異空間（京都南禅寺）
- 大阪府民コンサート（和泉市弥生の風大ホール）
- 京を吹き抜ける津軽の風（京田辺国際交流協会）
- 天神祭船上ライブ
- 津軽三味線&アフリカンパーカッションコラボ（大阪府阪南市サラダホール/奈良県高取町リベルテホール）共演：B.B.モフラン（アフリカンパーカッション）

2005年
- 高槻ジャズストリート
- MINAMI WHEEL 2005（主催 FM802）
- カリブ海クルージングツアー（バハマ・ドミニカ共和国・BVIイギリス領ヴァージン諸島・アンティグア・バーブーダ）共演：ジョン・海山・ネプチューン（尺八）、渡辺裕之
- 邦楽レボリューション（堺能楽会館）
- ジャズの夕べ（米国総領事館）
- 新日本和装きもの学院祭（広島県岩国市民会館大ﾎｰﾙ）
- MBS1179 秋まつり2005（毎日放送）共演：小松亮太（バンドネオン）

2006年
- SXSW Music Festival（アメリカ オースティン）共演：国本武春、檜山うめ吉、大島保克、他
- 大阪市立大学 学園祭
- 関西外国語大学 学園祭
- IFA2006 コンシューマ・エレクトロニクス＆ホーム・アプライアンス展（ドイツ ベルリン）
- 世界平和女性連合（国連NGO主催コンサート）

2007年
- 奈良テレビ エントランスコンサート（主催／奈良テレビ放送）
- 酒蔵コンサート（泉佐野市）
- Apple Storeインストアライブ（アップルストア心斎橋店）
- 渋谷パラダイス（渋谷ハチ公前特設ステージ）
- 栄ミナミ音楽祭（名古屋市矢場公園特設ステージ）
- わくわく宝島〜OBPでｳｯｷｯｷｰ!〜（主催／讀賣テレビ放送）
- 中之島Music Carnival〜大阪中華文化祭〜（主催／関西テレビ放送）
- 客船「飛鳥II」クルーズライブ（郵船クルーズ）
- カウントダウンコンサート（大津プリンスホテル）

2008年
- フランスツアー凱旋コンサート（三田市総合文化センター／茨木市市民総合センター）
- 東京メトロ副都心線開業記念ライブ（渋谷駅ハチ公前 特設ステージ）
- 京都清水寺 奉納演奏
- 世界移植DAY（大阪府立国際会議場）
- 読売新聞読者限定ライブ（太閤園）
- クリスマスディナーショー（大阪リバーサイドホテル）

2009年
- ニューイヤーディナーショー（グランドプリンスホテル高輪）
- 読売新聞読者限定ライブ（太閤園）
- 御堂筋アートグランプリ2009 ゲスト出演
- J-MUSIC FESTIVAL#2（フランス リヨン）
- 渋谷時代祭（渋谷駅ハチ公前 特設ステージ）

2010年
- 高槻ジャズストリート（大阪府高槻市）
- 読売新聞読者限定ライブ（太閤園）
- Japan Expo Sud’10（フランス マルセイユ）
- 2010 FIFAワールドカップ（南アフリカ共和国 ヨハネスブルグ）
- 客船「ぱしふぃっくびいなす」クルーズライブ（日本クルーズ客船）
- 祭りだセッション 大分郷土芸能「神楽」コラボ（パークプレイス大分）
- ディナーショー「ジャズ騒動」（ザ・リッツ・カールトン大阪）共演：大西ユカリ（ヴォーカル）

2011年
- Japan Expo Sud’11（フランス マルセイユ）
- Japan Expo 2011（フランス ヴィルパント）
- ART ROCK FESTIVAL 2011（フランス サン＝ブリユー）
- EJAMS LIVE FESTIVAL 2011（フランス ディーニュ＝レ＝バン）
- SUMMER STAGE IN WOLFSBURG（ドイツ ヴォルフスブルク）
- FIFA WOMEN'S WORLD CUP FESTIVAL（ドイツ ヴォルフスブルク）

2012年
- VAKANZ（ルクセンブルク ルクセンブルク）
- IBERANIME 2012（ポルトガル リスボン・ポルト）
- 東日本大震災追悼レセプション（アルジェリア アルジェ｜在アルジェリア日本国大使館 主催）
- JAPAN WEEKEND 2012（スペイン バルセロナ・マドリッド）
- Japan Touch 2012（フランス リヨン）
- おおいた夢色音楽祭（大分県大分市）

2013年
- New Year Viking 2013（ANAクラウンプラザホテル神戸）
- TICAD V 第五回アフリカ開発会議準備会合（エチオピア アディスアベバ）
- にいがた総おどり2013
- bjリーグ2013-2014シーズン開幕戦 ハーフタイムショー（大分県立総合体育館）

2014年
- Caraguá Japan Festival 2014（ブラジル サンパウロ州 カラグァタトゥバ）
- Paris Manga & Sci-Fi Show（フランス パリ）
- 経済協力開発機構OECD）閣僚理事会議（フランス パリ）

2015年
- クウェート建国記念祭 Layali Febrayer（クウェート クウェート）
- ミラノ国際博覧会「日本館」（イタリア（ミラノ）

2016年
- BONSAI SLOVAKIA 2016（スロバキア ニトラ）
- 桜の森祭り（オーストリア ウィーン）
- 24時間テレビ「愛は地球を救う」（新潟 万代シテイ会場）

2017年
- デビュー10周年記念コンサートツアー（国立文楽劇場、ニューヨーク、シャロン＝シュル＝ソーヌ、ローマ、ヌーヴィル＝シュル＝ソーヌ、ルクセンブルク、メッツ、ダボス、加古川市、新潟市、斑鳩町、大分市）
- 全米桜祭り（アメリカ ワシントンD.C.）
- 高槻ジャズストリート（大阪府高槻市）
- 九州北部豪雨災害チャリティーライブ（大分県大分市）
- Creative Travel to Japan 2017（ユネスコ本部 パリ）

2018年
- 全米桜祭り（アメリカ ワシントンD.C.）
- ジャポニスム2018 響きあう魂「日仏友好160周年記念イベント」公式企画（フランス ヴィルパント）
- ござれGO-SHU!（滋賀県甲賀町）

2019年
- 在ダバオ総領事館開館記念式典（フィリピン ダバオ）
- 第18回 JAPAN DAY（ニュージーランド オークランド）
- Etna Comics 2019（イタリア カターニア）
- 第22回 日本映画祭（フィリピン マニラ）
- Festival Internacional Cervantino / セルバンティーノ国際芸術祭（メキシコ グアナファト)
- J-Melody Concert（フィリピン（マニラ）トロイ・ファウンデーション

2020年
- ジャパンフェス（ラオス ヴィエンチャン）

- JAPAN DAY 2020（ニュージーランド オークランド）

2022年
- 全米桜祭り National Cherry Blossom Festival（アメリカ ワシントンD.C.）
- NBAハーフタイムショー（アメリカ ワシントンD.C.）ロサンゼルス・レイカーズ×ワシントン・ウィザーズ公式戦

2024年
- ベルン日本祭り（スイス ベルン）